# Robert D. Ray (político)
Robert Dolph Ray (Des Moines, 26 de setembro de 1928 – Des Moines, 8 de julho de 2018) foi um advogado e político norte-americano.  

## Carreira
Filiado ao Partido Republicano, foi o 38º Governador de Iowa, tomando posse em 16 de janeiro de 1969 e governando até 14 de janeiro de 1983. 
Robert, que tinha a doença de Parkinson, morreu em 8 de julho de 2018 em uma casa de repouso em Des Moines, aos 89 anos.